# Episodi di The Adventures of Ozzie and Harriet (decima stagione)
La decima stagione della serie televisiva The Adventures of Ozzie and Harriet è stata trasmessa in anteprima negli Stati Uniti d'America dalla ABC tra il 28 settembre 1961 e il 19 aprile 1962.
| nº | Titolo originale                  | Titolo italiano | Prima TV USA      | Prima TV Italia |
| -- | --------------------------------- | --------------- | ----------------- | --------------- |
| 1  | Dancing Lessons                   |                 | 28 settembre 1961 |                 |
| 2  | The High Cost of Dating           |                 | 5 ottobre 1961    |                 |
| 3  | The Newlyweds Get Settled         |                 | 12 ottobre 1961   |                 |
| 4  | The Fraternity Rents Out a Room   |                 | 19 ottobre 1961   |                 |
| 5  | David Goes Back to Work           |                 | 26 ottobre 1961   |                 |
| 6  | Ten for the Tigers                |                 | 2 novembre 1961   |                 |
| 7  | Rick Grades a Test                |                 | 9 novembre 1961   |                 |
| 8  | The Barking Dog                   |                 | 16 novembre 1961  |                 |
| 9  | Rick Comes to Dinner              |                 | 30 novembre 1961  |                 |
| 10 | The Trading Stamps                |                 | 7 dicembre 1961   |                 |
| 11 | Rick, the Milkman                 |                 | 14 dicembre 1961  |                 |
| 12 | The Fraternity Pin                |                 | 4 gennaio 1962    |                 |
| 13 | Backyard Pet Show                 |                 | 11 gennaio 1962   |                 |
| 14 | The Special Cake                  |                 | 18 gennaio 1962   |                 |
| 15 | The Randolph's Niece              |                 | 25 gennaio 1962   |                 |
| 16 | A Lamp for Dave & June            |                 | 1º febbraio 1962  |                 |
| 17 | Fraternity Cook                   |                 | 8 febbraio 1962   |                 |
| 18 | Operation Barry                   |                 | 15 febbraio 1962  |                 |
| 19 | Making Wally Study                |                 | 22 febbraio 1962  |                 |
| 20 | Lending Money to Wally            |                 | 8 marzo 1962      |                 |
| 21 | Lonesome Parents                  |                 | 15 marzo 1962     |                 |
| 22 | Client's Daughter                 |                 | 29 marzo 1962     |                 |
| 23 | The Student Nurse                 |                 | 5 aprile 1962     |                 |
| 24 | Barry's Birthday                  |                 | 12 aprile 1962    |                 |
| 25 | Little Handprints in the Sidewalk |                 | 19 aprile 1962    |                 |